# Kamakura-kor

A kamakurai Nagy Buddha

A Kamakura-kor (鎌倉時代, Kamakura dzsidai) Japán történelmének egyik korszaka (1185–1333) a Heian-kort követően, amely nagyjából egybeesik a Kamakura-bakufu uralmával. A Taira–Minamoto-háborúban győztes Minamoto no Joritomo a kiotói császári udvar intrikáitól távol, a kelet-honsúi halászfaluban, Kamakurában építette ki hatalmi központját, 1192-ben megkapván Go-Toba császártól a szeii taisógun ('barbárokat legyőző nagy hadvezér') címet. Vazallusait három rendbe sorolta: a gokeninek voltak a legrangosabbak, őket követték a később devalválódott rangú szamurájok, majd pedig a gyalogosok (zusza). A busi (busidó) összefoglaló néven ismert harcosok kasztja az udvaroncokétól elkülönülő kultúrát teremtett, amelyben központi szerep jutott a harcművészeteknek, a hűségnek, a becsületnek, a spártai életmódnak. A Hódzsók régenssége alatt került sor a mongol betörésekre (1274, 1281), amiket a bakufu visszavert ugyan, de hűbéreseit kellően megjutalmazni nem tudván, 1333-ban Go-Daigo császár hatalmi ambícióin (s két fővezérének, Asikaga Takaudzsinak és Nitta Josiszadának árulásán) elbukott.

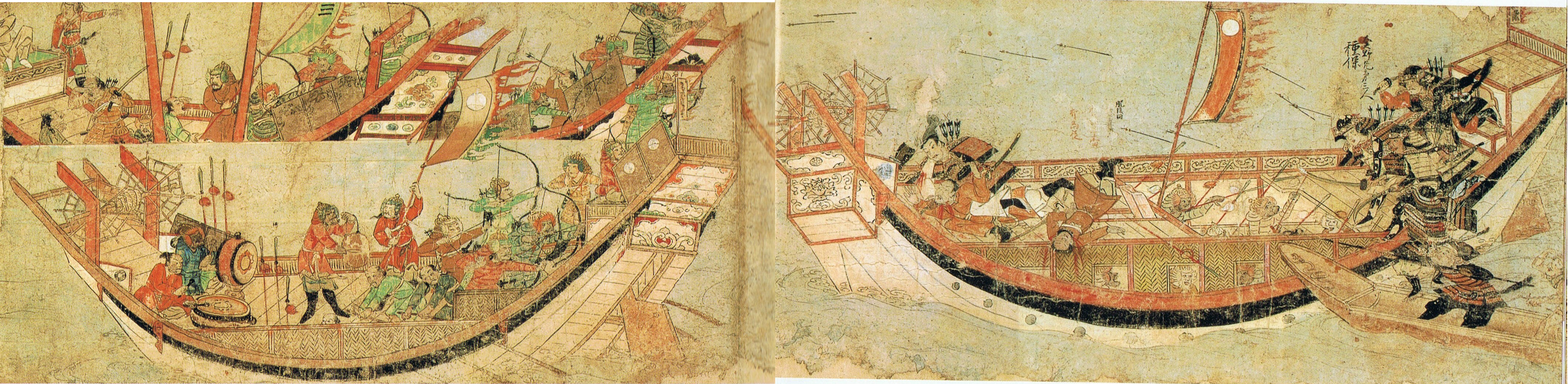
Japán szamurájok mongol hajókat szállnak meg 1281-ben

Ebben a korban született a vakaköltészetet megkoronázó Sinkokinsú antológia, ekkor működött a korai zuihicu (esszé) műfaj kiválósága, Kamo no Csómei, de ekkor szerezték a regösök (biva hósi) is a leghíresebb háborús krónikákat, továbbá virágzott a jamato-e festészet és a kakemono műfaja, akárcsak a tusfestés eredetileg kínai hagyománya.